# Derek Warwick
Derek Stanley Arthur Warwick (Alresford, 27 de agosto de 1954) é um ex-automobilista britânico. Correu 10 temporadas consecutivas da Fórmula 1 entre 1981 e 1990, voltando em 1993.

## Carreira

### Stock Car britânica e Fórmula 3
Warwick iníciou a carreira ainda jovem, disputando corridas de turismo. Ele ganhou o Campeonato em 1971, com apenas 16 anos, e venceu em 1973, aos 18. Seu irmão mais novo, Paul, também correu com algum sucesso na Fórmula Superstox antes de avançar para a Fórmula 3000, no qual estava correndo quando acabou falecendo em um acidente, em 1991.
Ele ainda venceria o Campeonato de Fórmula 3 em 1978. Foi o primeiro passo de Derek para chegar à F-1.

### Fórmula 1

#### Toleman e Renault
A estreia de Warwick na F-1 deu-se em 1981, com a modesta equipe Toleman, no GP de San Marino. Ele não conseguiu largar em 11 das 12 etapas, classificando-se apenas para o GP de Las Vegas, onde abandonou. Em 37 provas, o máximo que Warwick obteve foram 2 4ºs lugares, na Holanda e na África do Sul, em 1983.
Em 1984, foi para a Renault no lugar do francês Alain Prost, que voltava à McLaren. O time francês estava praticamente fechando suas portas, porém ele marcou 24 pontos, tendo um 2º lugar em Silverstone como o seu maior triunfo na temporada. Continuou na Renault até 1985, quando a equipe, superada por suas equipes-clientes, fechou as portas.
Era fortemente cotado para correr na Williams em 1985, no lugar de Jacques Laffite, mas, ainda acreditando que a Renault tinha carro para ele ganhar, rejeitou o convite.

### Lotus e Brabham
Com a saída de Elio De Angelis da Lotus para a Brabham, Derek era o favorito para correr na lendária equipe de Colin Chapman. Entretanto, o primeiro piloto da Lotus, o brasileiro Ayrton Senna, impediu que Warwick assinasse com o time, pois não queria que dois pilotos de qualidade destacada pudessem dividir o cockpit e pudessem ter condições iguais de brigar por vitórias.
A morte de De Angelis, num acidente durante testes coletivos em Paul Ricard, abriu espaço para Warwick, que chamado para o lugar do italiano. Porém, o desempenho foi um fiasco: o inglês não conseguiu pontuar, tendo um 7º lugar na Alemanha como resultado mais destacado - na época, a pontuação era até o 6º lugar.

### Arrows
Sem espaço na Brabham, assinou com a Arrows em 1987. Na estreia, o inglês teve que esperar até o GP da Inglaterra para marcar os primeiros pontos pela nova equipe. Até 1989, Warwick disputou 47 GPs pela Arrows, marcando 27 pontos. Sua única ausência foi no GP da França, quando foi substituído pelo jovem norte-irlandês Martin Donnelly.

### Lotus
Warwick, após o final de seu contrato com a Arrows, finalmente assinou com a Lotus para disputar a temporada de 1990. Na tradicional equipe, reencontrou o norte-irlandês Martin Donnelly, que passaria a ser o novo companheiro de escuderia. Mesmo com o motor V12 da Lamborghini, desempenhos fracos, a dupla chamaria a atenção em duas corridas: na Itália, o inglês bateu forte na curva Parabólica, voltando perigosamente à pista, mas o carro não foi acertado por nenhum outro carro. Já Donnelly não teve a mesma sorte: na Espanha, o norte-irlandês bateu com violência no guard-rail. A batida foi tão forte que Donnelly foi ejetado do cockpit, com o banco preso em suas costas. Sobre o desempenho de Warwick, o inglês pontuou apenas duas vezes: ao chegar em 6º no Canadá (1 ponto) e em 5º na Hungria (2 pontos).

### Vitória em Le Mans e morte do irmão
Desiludido após não conseguir encontrar outra escuderia para continuar na F-1 em 1991, Warwick saiu da categoria e volta a disputar o Campeonato Mundial de Resistência, pela qual correra em 1986. No mesmo ano, seu irmão mais novo, Paul, sofreu um acidente fatal na Fórmula 3000 britânica, porém sagrou-se campeão póstumo, uma vez que os rivais não alcançaram a pontuação necessária para desbancá-lo. A morte prematura de Paul abalou Derek, mas ele superou a tragédia ao vencer o campeonato de 1991 do BTCC. No ano seguinte, venceu a Classe C1 nas 24 Horas de Le Mans, dividindo o Peugeot 905 Evo 1B com o francês Yannick Dalmas e o compatriota Mark Blundell.

### Volta à Fórmula 1
Com ânimo renovado após o triunfo em Le Mans, Warwick, aos 38 anos, volta à F-1 como piloto da Footwork. No GP da África do Sul, não consegue finalizar a prova, mas foi classificado em sétimo lugar por ter completado mais de 90% das voltas. Seu melhor resultado foi um quarto lugar na Hungria. No GP anterior, na Alemanha, protagonizou outro incrível acidente: com o Footwork FA14 bastante danificado, Warwick atravessa a pista, o carro quica 4 vezes na brita e, ao pisar em um desnível, capota. Incrivelmente, o experiente piloto escapa ileso. Fora dos planos da equipe para 1994, Warwick deixa de vez a categoria, com 162 corridas disputadas (147 largadas), 71 pontos obtidos, 4 pódios (nenhuma vitória) e 2 voltas mais rápidas.

### Volta ao BTCC
Após sair da F-1, Warwick voltaria a correr no Campeonato Britânico de Carros de Turismo (BTCC). Consegue resultados expressivos, com destaque para a vitória em Knockhill, em 1998, aos 44 anos de idade.

### GP Masters, Porsche Supercup e aposentadoria
12 anos após deixar as corridas de monopostos, Derek compete na Grand Prix Masters, categoria que reunia ex-pilotos de Fórmula 1, entre 2005 e 2006. Após a passagem pelo campeonato, afastou-se dos monopostos.
Sua derradeira participação como piloto de corridas foi na Porsche Supercup, em 2007. Atualmente, é presidente da British Racing Drivers' Club, no lugar do também ex-piloto Damon Hill.

## Fórmula 1
(legenda) (Corridas em itálico indica volta mais rápida)
| Ano  | Nome Oficial da Equipe          | Chassis        | Motor                    | 1         | 2         | 3         | 4         | 5         | 6         | 7         | 8         | 9         | 10        | 11        | 12        | 13        | 14        | 15        | 16        | Pontos | Posição  |
| ---- | ------------------------------- | -------------- | ------------------------ | --------- | --------- | --------- | --------- | --------- | --------- | --------- | --------- | --------- | --------- | --------- | --------- | --------- | --------- | --------- | --------- | ------ | -------- |
| 1981 | Candy Toleman Motorsport        | Toleman TG181  | Hart 415T L4 Turbo       | USW       | BRA       | ARG       | SMR NQ P  | BEL NQ P  | MON NPQ P | ESP NQ P  | FRA NQ P  | GBR NQ P  | ALE NQ P  | AUT NQ P  | HOL NQ P  | ITA NQ P  | CAN NQ P  | LVG Ret P |           | 0      | NC (34º) |
| 1982 | Candy Toleman Motorsport        | Toleman TG181C | Hart 415T L4 Turbo       | AFS Ret P | BRA NQ P  | USW NPQ P |           |           |           |           |           |           |           |           |           |           |           |           |           | 0      | NC (32º) |
| 1982 | Toleman Group Motorsport        | Toleman TG181C | Hart 415T L4 Turbo       |           |           |           | SMR NP P  | BEL Ret P | MON NQ P  | USE       | CAN       | HOL Ret P | GBR Ret P | FRA 15 P  | ALE 10 P  | AUT Ret P | SUI Ret P |           |           | 0      | NC (32º) |
| 1982 | Toleman Group Motorsport        | Toleman TG183  | Hart 415T L4 Turbo       |           |           |           |           |           |           |           |           |           |           |           |           |           |           | ITA Ret P | LVG Ret P | 0      | NC (32º) |
| 1983 | Candy Toleman Motorsport        | Toleman TG183B | Hart 415T L4 Turbo       | BRA 8 P   | USW Ret P | FRA Ret P | SMR Ret P | MON Ret P | BEL 7 P   | USE Ret P | CAN Ret P | GBR Ret P | ALE Ret P | AUT Ret P | HOL 4 P   | ITA 6 P   | EUR 5 P   | AFS 4 P   |           | 9      | 14º      |
| 1984 | Equipe Renault Elf              | Renault RE50   | Renault EF4 V6 Turbo     | BRA Ret M | AFS 3 M   | BEL 2 M   | SMR 4 M   | FRA Ret M | MON Ret M | CAN Ret M | USE Ret M | DAL Ret M | GBR 2 M   | ALE 3 M   | AUT Ret M | HOL Ret M | ITA Ret M | EUR 11 M  | POR Ret M | 23     | 7º       |
| 1985 | Equipe Renault Elf              | Renault RE60   | Renault EF4B V6 Turbo    | BRA 10 G  | POR 7† G  | SMR 10 G  | MON 5 G   | CAN Ret G | EUA Ret G | FRA 7 G   |           |           |           |           |           |           |           | AFS       |           | 5      | 14º      |
| 1985 | Equipe Renault Elf              | Renault RE60B  | Renault EF15 V6 Turbo    |           |           |           |           |           |           |           | GBR 5 G   | ALE Ret G | AUT Ret G | HOL Ret G | ITA Ret G | BEL 6 G   | EUR Ret G | AFS       | AUS Ret G | 5      | 14º      |
| 1986 | Motor Racing Developments Ltd   | Brabham BT55   | BMW M12/13 L4 Turbo      | BRA       | ESP       | SMR       | MON       | BEL       | CAN Ret P | EUA 10 P  | FRA 9 P   | GBR 8 P   | ALE 7 P   | HUN Ret P | AUT DNS P | ITA Ret P | POR Ret P | MEX Ret P | AUS Ret P | 0      | NC (21º) |
| 1987 | USF&G Arrows Megatron           | Arrows A10     | Megatron M12/13 L4 Turbo | BRA Ret G | SMR 11† G | BEL Ret G | MON Ret G | EUA Ret G | FRA Ret G | GBR 5 G   | ALE Ret G | HUN 6 G   | AUT Ret G | ITA Ret G | POR 13 G  | ESP 10 G  | MEX Ret G | JAP 10 G  | AUS Ret G | 3      | 16º      |
| 1988 | USF&G Arrows Megatron           | Arrows A10B    | Megatron M12/13 L4 Turbo | BRA 4 G   | SMR 9 G   | MON 4 G   | MEX 5 G   | CAN 7 G   | EUA Ret G | FRA Ret G | GBR 6 G   | ALE 7 G   | HUN Ret G | BEL 5 G   | ITA 4 G   | POR 4 G   | ESP Ret G | JAP Ret G | AUS Ret G | 17     | 8º       |
| 1989 | Arrows Grand Prix International | Arrows A11     | Ford Cosworth DFR V8     | BRA 5 G   | SMR 5 G   | MON Ret G | MEX Ret G | EUA Ret G | CAN Ret G | FRA       | GBR 9 G   | ALE 6 G   | HUN 10 G  | BEL 6 G   | ITA Ret G | POR Ret G | ESP 9 G   | JAP 6 G   | AUS Ret G | 7      | 10º      |
| 1990 | Camel Team Lotus                | Lotus 102      | Lamborghini 3512 V12     | EUA Ret G | BRA Ret G | SMR 7 G   | MON Ret G | CAN 6 G   | MEX 10 G  | FRA 11 G  | GBR Ret G | ALE 8 G   | HUN 5 G   | BEL 11 G  | ITA Ret G | POR Ret G | ESP Ret G | JAP Ret G | AUS Ret G | 3      | 14º      |
| 1993 | Footwork Mugen-Honda            | Footwork FA13B | Mugen-Honda MF-351HB V10 | AFS 7† G  | BRA 9 G   |           |           |           |           |           |           |           |           |           |           |           |           |           |           | 4      | 16º      |
| 1993 | Footwork Mugen-Honda            | Footwork FA14  | Mugen-Honda MF-351HB V10 |           |           | EUR Ret G | SMR Ret G | ESP 13 G  | MON Ret G | CAN 16 G  | FRA 13 G  | GBR 6 G   | ALE 17 G  | HUN 4 G   | BEL Ret G | ITA Ret G | POR 15† G | JAP 14† G | AUS 10 G  | 4      | 16º      |

† Completou mais de 90% da distância da corrida.

### 24 Horas de Le Mans[1]
| Ano  | Equipe                                | Nº | Co-Pilotos                         | Chassi                             | Pneus | Classe | Voltas | Posição | Posição Na Categoria |
| Ano  | Equipe                                | Nº | Co-Pilotos                         | Motor                              | Pneus | Classe | Voltas | Posição | Posição Na Categoria |
| ---- | ------------------------------------- | -- | ---------------------------------- | ---------------------------------- | ----- | ------ | ------ | ------- | -------------------- |
| 1983 | Porsche Kremer Racing                 | 22 | Patrick Gaillard Frank Jelinski    | Porsche-Kremer CK5                 | G     | C      | 76     | DNF     | DNF                  |
| 1983 | Porsche Kremer Racing                 | 22 | Patrick Gaillard Frank Jelinski    | Porsche Type-935 3.0L Turbo Flat-6 | G     | C      | 76     | DNF     | DNF                  |
| 1986 | Silk Cut Jaguar Tom Walkinshaw Racing | 51 | Eddie Cheever Jean-Louis Schlesser | Jaguar XJR-6                       | D     | C1     | 239    | DNF     | 13º                  |
| 1986 | Silk Cut Jaguar Tom Walkinshaw Racing | 51 | Eddie Cheever Jean-Louis Schlesser | Jaguar 6.0L V12                    | D     | C1     | 239    | DNF     | 13º                  |
| 1991 | Silk Cut Jaguar Tom Walkinshaw Racing | 33 | John Nielsen Andy Wallace          | Jaguar XJR-12                      | G     | C2     | 356    | 4º      | 4º                   |
| 1991 | Silk Cut Jaguar Tom Walkinshaw Racing | 33 | John Nielsen Andy Wallace          | Jaguar 7.4L V12                    | G     | C2     | 356    | 4º      | 4º                   |
| 1992 | Peugeot Talbot Sport                  | 1  | Yannick Dalmas Mark Blundell       | Peugeot 905 Evo 1B                 | M     | C1     | 352    | 1º      | 1º                   |
| 1992 | Peugeot Talbot Sport                  | 1  | Yannick Dalmas Mark Blundell       | Peugeot SA35 3.5L V10              | M     | C1     | 352    | 1º      | 1º                   |
| 1996 | Courage Compétition                   | 4  | Mario Andretti Jan Lammers         | Courage C36                        | M     | LMP1   | 315    | 13º     | 3º                   |
| 1996 | Courage Compétition                   | 4  | Mario Andretti Jan Lammers         | Porsche Type-935 3.0L Turbo Flat-6 | M     | LMP1   | 315    | 13º     | 3º                   |